# Matias Cardoso
Matias Cardoso é um município brasileiro do estado de Minas Gerais. Sua população recenseada em 2022 era de 8 895 habitantes.

## Geografia
Localiza-se na Mesorregião Norte de Minas.

## Etimologia
O nome do município é uma homenagem ao bandeirante Matias Cardoso de Almeida, desbravador da região.

## Turismo
Na cidade está a Matriz de Nossa Senhora da Imaculada Conceição, apontada como a igreja mais antiga do estado de Minas Gerais.

## Festividade

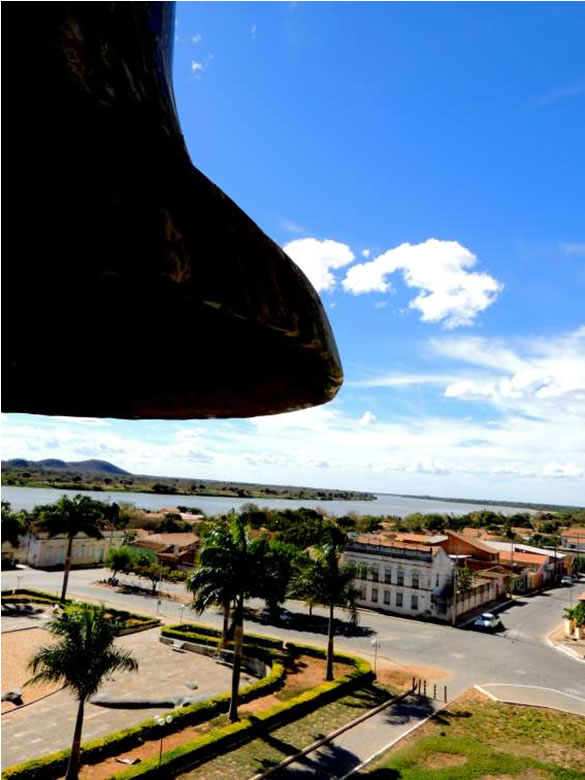
Vista da praça matriz de Matias Cardoso.

Desde 2011, é comemorado no município o Dia das Gerais, nome dado à região setentrional do estado. A cidade reúne o povo de os Gerais, chamado geraizeiro.